# Agelena shillongensis
Agelena shillongensis es una especie de araña del género Agelena, familia Agelenidae. Fue descrita científicamente por Tikader en 1969.

## Distribución
Esta especie se encuentra en India.